# Historia teatru
Historia teatru – obejmuje rozwój sztuki na przestrzeni minionych 2500 lat. Elementy performatywne są obecne w każdym społeczeństwie, zwyczajowo rozróżnia się teatr jako formę sztuki i rozrywki oraz elementy teatralne lub performatywne obecne w ramach innych działań. Historia teatru dotyczy przede wszystkim powstania i rozwoju teatru jako działalności autonomicznej. Od czasów klasycznych Aten w VI wieku p.n.e. różne formy teatru rozwijały się w kulturach na całym świecie.

## Teatr w Europie i Stanach Zjednoczonych

### Starożytna Grecja
Dla Greków teatr był świętem obcowania ze sztuką, konkursem poetyckim i muzycznym, okazją do spotkań całej społeczności, a także zaproszonych gości spoza niej (np. w Atenach spotykało się przy takiej okazji od 14 do 30 tysięcy widzów). Sama fabuła nie miała większego znaczenia – była bowiem oparta na mitach, które każdy dobrze w tamtych czasach znał, lub na nieobcych ludziom wydarzeniach rozgrywających się w czasach im współczesnych. Teatr grecki pełnił funkcje estetyczną, propagandową, informował i dostarczał rozrywki (tylko mężczyznom, ponieważ tylko oni mogli oglądać przedstawienia i grać w sztuce).

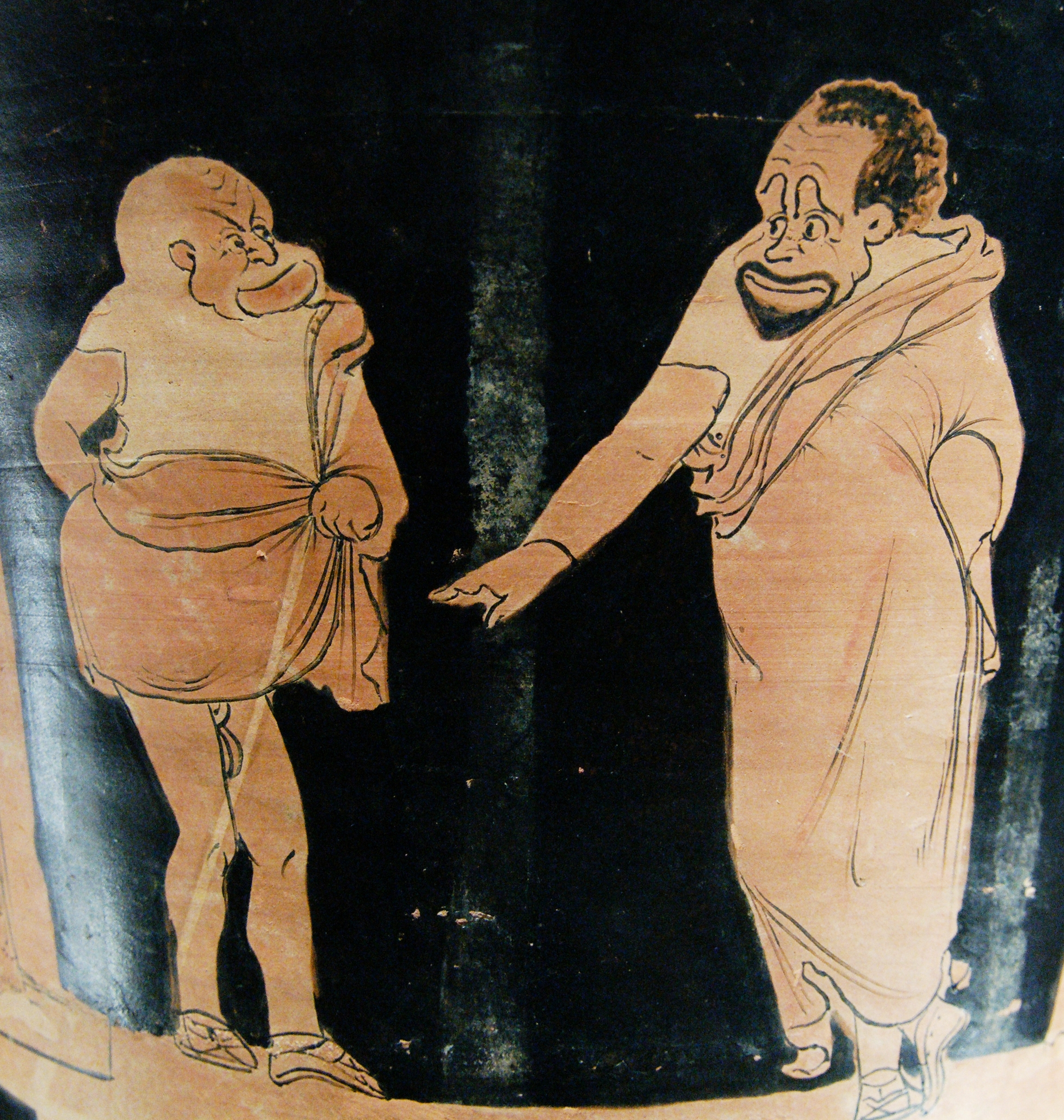
Scena ze starogreckiej farsy-burleski (komedii flyackiej) na malowidle naczynia z połowy IV wieku p.n.e.

#### Źródła teatru
Sztuka ta ma swoje źródła w starożytnych formach kultu religijnego. Pochodzi od dionizji – świąt w starożytnej Grecji organizowanych na cześć Dionizosa – boga wina, urodzajów, a także narodzin i śmierci. (Według innej koncepcji człowiek od najmłodszych lat ma skłonności do naśladowania – teoria Arystotelesa).

#### Wykształcenie się form teatralnych
W starożytnej Grecji wykształcił się jeden z rodzajów literackich – dramat. Z dytyrambów – pieśni śpiewanych ku chwale Dionizosa – wykształcił się dialog koryfeusza (czyli przewodnika chóru) z chórem. Koryfeusz stał się też prototypem aktora. Z Dionizji Wielkich, czyli obrzędów i procesji urządzanych wiosną w miastach narodziła się tragedia. Z kolei Dionizje Małe, święta ku czci Dionizosa obchodzone jesienią na wsiach, dały początek komedii.
Po raz pierwszy aktora wprowadził w 534 roku p.n.e. Tespis. Później Ajschylos dołączył drugiego aktora, a Sofokles uznał za stosowne wprowadzenie aktora trzeciego. W jednym czasie na scenie starogreckiego teatru nie pojawiało się więcej niż trzech aktorów. Aktorzy występowali w kolorowych maskach, które odzwierciedlały nastrój granej przez nich postaci.

#### Miejsce spektakli, ich czas trwania
Pierwsze przedstawienia odbywały się po prostu tam, gdzie mogliby się zebrać mieszkańcy całego miasta i obejrzeć duże widowisko, np. na zboczach wzgórz. Miało to poniekąd związek z ideą sztuki greckiej, głoszącej przyjaźń i zgodę z naturą. Pokazy spektakli zaczynały się o wschodzie słońca, a kończyły o jego zachodzie; odbywały się przez kilka dni z rzędu.

##### Amfiteatr
Miejsce, w którym odbywało się przedstawienie miało kształt amfiteatru. Wyróżniano tam następujące elementy:
- teatron – miejsce dla publiczności,
- orchestra – miejsce dla chóru (okrągła powierzchnia amfiteatru),
- proskenion – nieszerokie prostokątne podwyższenie, na nim pokazywali się artyści (było to miejsce niezwykle krótkich spotkań chóru z aktorem),
- skene (gr. skene – ‘buda’) – budynek z pięknymi kolumnami, przypominał wyglądem świątynię lub pałac. Miał zwykle front z trzema parami drzwi, przez które wchodzili i wychodzili aktorzy[5].

#### Struktura spektaklu
Wejście chóru nazywano parodos, pierwsze słowo (pierwszą kwestię aktorów) – prologos. Z kolei zejście chóru to eksodos, a ostatnie słowo to epilog. Partie chóru nazywano stasimonami, a jego funkcją było komentowanie, dopowiadanie oraz charakteryzowanie postaci i wydarzeń. Aktorami byli wyłącznie mężczyźni. Ich kwestie nazywano epeisodiami.

#### Odbiór sztuki, kostiumy aktorów
Z odległych miejsc zajmowanych przez widzów nie zawsze można było dobrze widzieć aktora, jednak odbiór przedstawienia ułatwiały dobra akustyka i odpowiednio skonstruowana maska zwiększająca natężenie dźwięku mowy aktora. Duże znaczenie miały też stroje – z daleka widoczne kostiumy w zdecydowanych kolorach (tuniki). Kolory były związane z odgrywanymi rolami (np. tunika biała oznaczała postać pozytywną, niewinną). Aktorzy nosili peruki (onkosy) oraz drewniane obuwie (tzw. koturny, których wysokość sięgała nawet 70 cm).

#### Twórcy repertuaru
- Arystofanes (ok. 446 – ok. 386 p.n.e.)
- Ajschylos (Eschyl; 525–456 p.n.e.)
- Eurypides (ok. 480–406 p.n.e.)
- Sofokles (496–406 p.n.e.)

### Starożytny Rzym

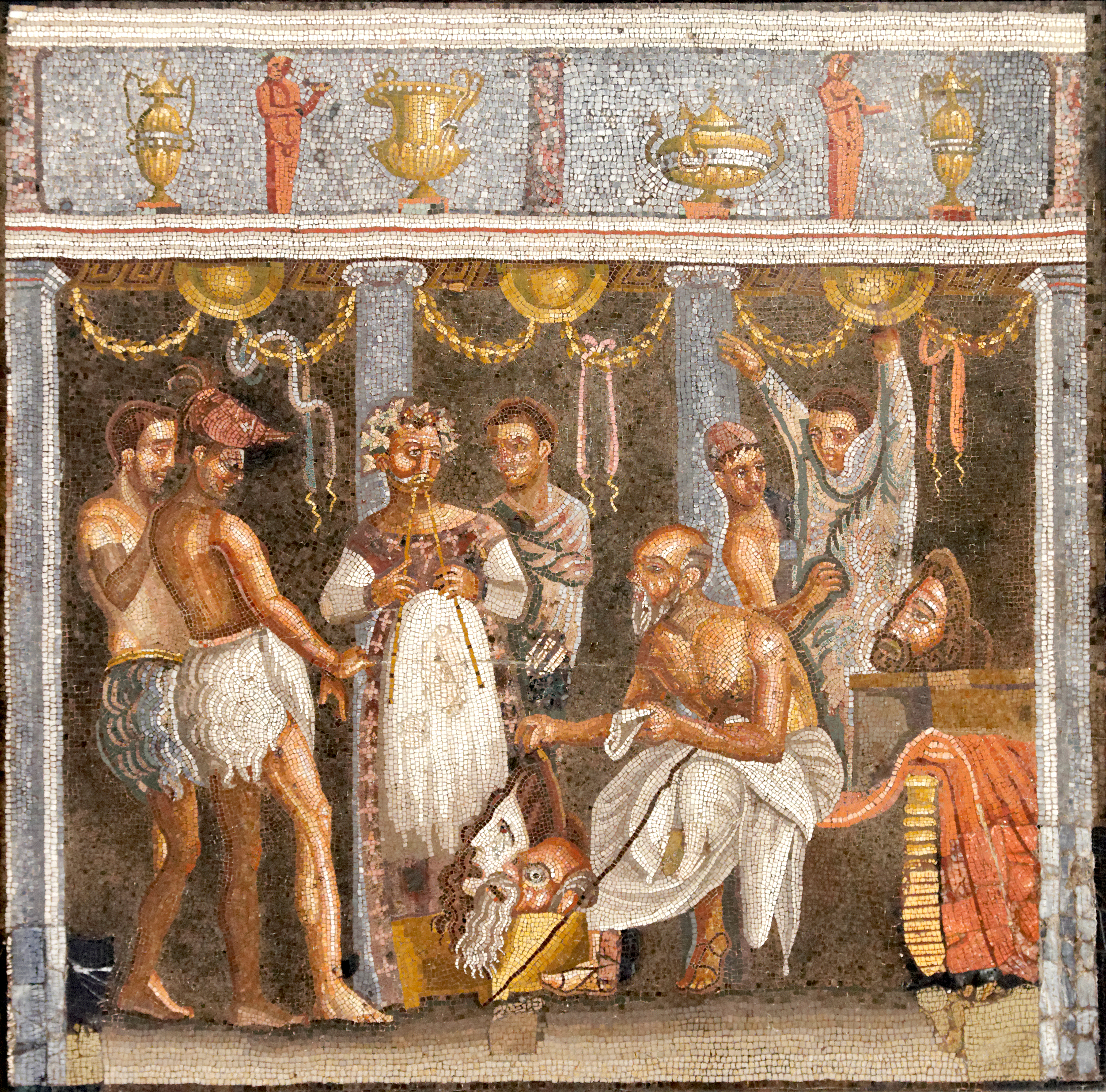
Rzymskie uliczne przedstawienie teatralne (pompejańska mozaika Dioskuridesa z Samos, II w. p.n.e./I w. n.e.)

U podłoża teatru starorzymskiego leży teatr starożytnej Grecji. Często aktorami w Rzymie byli właśnie Grecy. Znacznie częściej wystawiano jednak komedie niż tragedie. Pierwsze przedstawienia były – tak jak w Grecji – związane z obrzędami religijnymi. Potem stały się samodzielnymi widowiskami. Fundatorami tych kosztownych przedsięwzięć byli zamożni obywatele.
W starożytnym Rzymie wykształcił się nowy typ spektaklu mimicznego oraz pantomima, w której pojawiał się tylko jeden aktor. Z towarzyszeniem śpiewów i tańców przedstawiał on wybraną historię z mitologii greckiej. Występowali – podobnie jak w Grecji – sami mężczyźni, jedynie w przedstawieniach mimicznych pojawiały się czasem kobiety. Początkowo aktorzy nie zakładali masek, występowali jednak w perukach. Z czasem zaczęli zakładać lekkie maski, które miały wyobrażać różne postacie.
Pierwsze przedstawienie starożytnego Rzymu datuje się na rok 364 p.n.e. (widowisko ludi scaenici – występy mimiczne zespołu z Etrurii z towarzyszeniem tańców, śpiewów i przy akompaniamencie fletu). Występ ten był jednocześnie przebłagiwaniem bogów. Kolejnym istotnym wydarzeniem było 4-dniowe święto Ludi Romani w 387 p.n.e. Od tej pory Ludi Romani wystawiano każdego roku we wrześniu. Później zaczęto też wystawiać Ludi Plebeii w listopadzie, Ludi Ceriales i Ludi Megalenses ku czci bogini Kybele w kwietniu, a także Ludi Apollinares w lipcu.

#### Miejsce spektakli, ich czas trwania
Pierwotnie spektakle realizowano na podeście wykonanym z drewna, otoczonym półkolem przez widownię, która przedstawienie oglądała, stojąc. Jak opisuje badaczka historii teatru, Margot Berthold, „krok po kroku prymitywne rusztowanie sceniczne przybierało kształt bardziej odpowiadający wymogom sztuki. Najpierw zastąpiono siparium drewnianą budą, gdzie przebierali się aktorzy. (...) za czasów Plauta pojawiły się zaczątki „frons scene”, przyszłego odpowiednika greckiej skene. Pierwotnie była to konstrukcja drewniana złożona ze ściany frontowej i dwóch ścian bocznych. Ściana frontowa miała 3 otwory wejściowe: po obu stronach bramy środkowej (porta regia) znajdowały się niższe otwory, po jednym w każdej ścianie bocznej”. Pierwszy budynek sceniczny ozdobiony kolumnami frons scenae nakazał wybudować Kasjusz Longinus, konstrukcja ta została jednak rozebrana po igrzyskach. W roku 56 p.n.e. po raz pierwszy użyto kurtyny.
Pompejusz założył pierwszy teatr rzymski zbudowany z kamienia, postawiony na południowym krańcu Pola Marsowego. Konstrukcja wewnętrzna odpowiadała strukturze zewnętrznej – niższe półkole z rzędami dla widzów dzieliło się na 6 sektorów, z kolei wyższe – na sektorów 12. Całość była zwieńczona galerią wspartą na kolumnach w stylu korynckim. W roku 161 n.e. Herod Attyk postanowił uczcić swoją zmarłą żonę, fundując odeon o półkolistej formie widowni i skene ozdobionej kolumnami. Początkowo wystawiano tam widowiska muzyczne.

##### Koloseum
W historii teatru rzymskiego znaczną rolę odegrały igrzyska. Miały one dostarczać rozrywki i mocnych wrażeń. Na potrzeby tych wydarzeń powstały amfiteatry, łączące formuły cyrkową i teatralną. W latach 72–80 n.e. zbudowano Koloseum. Przedstawienia, które tam się odbywały, stanowiły mieszaninę różności – atellany, mimy, pantomimy, krótkie skecze, występy błaznów cyrkowych, rewie, popisy akrobatów, intermezza realizowane na wodzie, a także pokazy tresury dzikich zwierząt oraz walki z nimi. O wiele rzadziej przedstawiano tam dramaty mówione.

#### Twórcy repertuaru
- Liwiusz Andronik
- Gnejusz Newiusz
- Enniusz
- Plaut z Sarsiny (ok. 254–184 p.n.e.)
- Terencjusz (ok. 190 – ok. 159 p.n.e.)[7]

### Średniowiecze
Teresa Michałowska zauważa, że u progu średniowiecza w VI i VII wieku główne przejawy życia teatralnego ulegały stagnacji i wręcz zanikły, co spowodowane było upadkiem cywilizacji Cesarstwa Rzymskiego i brakiem zainteresowania literaturą antyczną. Ze względu na władzę Kościoła początkowo „legalne” były wyłącznie widowiska religijne i realizowane w kościele. Rozwojowi nowych form dramatycznych sprzyjała liturgia, teksty były bowiem często dialogowane (np. responsoria). Niemałe znaczenie miała też widowiskowość nabożeństw (śpiew, charakterystyczne gesty, szaty, światła, kadzidła).
W średniowieczu rzadko świadomie korzystano z dorobku epoki poprzedniej. Informacje o gatunkach antycznych czerpano ze scholiów lub z opracowań gramatyki. W XIII wieku teoretycy zdefiniowali tragedię jako utwór, którego początkowa fabuła jest radosna, a zakończenie smutne, tragiczne, z kolei komedię – jako utwór, który rozpoczynają wydarzenie smutne, a finał jest radosny.

#### Teatr religijny w średniowieczu
W średniowieczu wykształcił się dramat liturgiczny, w którym pierwotnie „aktorami” stawali się uczestnicy nabożeństwa, wcielając się w role, jakie narzucała dana sytuacja, a posługiwali się gestem, ruchem i śpiewem. Przykładem takiego widowiska mogą być inscenizowane w X wieku Depositio Crucis (pogrzeb Chrystusa), Coena Domini (Ostatnia Wieczerza), Elevatio Crucis (zmartwychwstanie), Sacrum triduum (ostatnie 3 dni Wielkiego Tygodnia). Najstarszym dramatem liturgicznym jest Nawiedzenie Grobu (Visitatio Sepulchri). Inscenizacja ta realizowana była w Anglii w drugiej połowie X w. Pod koniec stulecia dramat ten został utrwalony na piśmie we Francji. Jego tematem jest przybycie Marii do pustego grobu Jezusa.
Jeszcze bardziej teatralnej konwencji dopatrzyć się można w tzw. oficjach (dialogizowanych lub dramatyzowanych). Uczestniczyli w nich ubrani w odpowiednie kostiumy księża, klerycy lub żacy i prowadzili powstały z tekstów liturgicznych i śpiewów dialog. Te formy teatralne rozwijały się do połowy XVI wieku, kiedy zostały zakazane przez sobór trydencki.
Widowiska liturgiczne miały też często związek z liturgią świąt (np. związane z Bożym Narodzeniem inscenizacje to przybycie pasterzy do stajenki, adoracja małego Jezusa, pokłon Trzech Króli). Tworzone i wystawiane były w języku łacińskim.
Około XII wieku pojawiła się nowa forma teatralna – misterium – prezentująca zazwyczaj tematykę Nowego Testamentu uzupełnioną elementami starotestamentowymi, apokryficznymi czy też związanymi z żywotami świętych, w całości po łacinie. Początkowo misteria wystawiono w kościołach, z czasem aktorzy wyszli na place i rynki miast, a do tekstów misteriów zaczęły przenikać języki narodowe. Przedstawienia stawały się coraz bardziej rozbudowane, tworzyły całe cykle, trwały też bardzo długo – kilka lub kilkanaście godzin, nieraz nawet kilka dni lub tygodni. Akcja prezentowana w misteriach toczyła się na dwóch płaszczyznach – ziemskiej i pozaziemskiej (raj, piekło), bohaterami byli zarówno ludzie, jak i postacie nadprzyrodzone. Istotną rolę odgrywały kostiumy. Tekst był recytowany i śpiewany. Przykładami średniowiecznych misteriów są: angielska Gra o Adamie oraz utwory francuskie: Gra o świętej Katarzynie, Gra o Świętym Mikołaju (aut. Jean Bodel), Cud o Teofilu (aut. Rutebeuf).
Inscenizacje, w których dominowała tematyka cudów, zwane były miraklami (miracula, łac. ‘cuda’). W tego rodzaju utworach prezentowano często upadek grzesznika, któremu zostawała udzielona cudowna pomoc istot nadprzyrodzonych, aby osoba taka mogła się nawrócić i uniknąć wiecznego potępienia. Misteria wystawiano najintensywniej w Europie Zachodniej w XIII i XIV wieku; w niektórych miejscach przetrwały do wieku XVII.
Istotnym elementem średniowiecznych form teatralnych jest moralitet, ukazujący dzieje człowieka walczącego z pokusami i wchodzącego na drogę cnoty. Każdy z widzów mógł się utożsamić z prezentowanym bohaterem. Motywem przewodnim była zawsze psychomachia. Wariantem było też przedstawienie zamiast człowieka jakiegoś stanu lub typu ludzkiego. Gatunek ten rozwijał się od XII wieku, a w XIV, XV i na pocz. XVI w. osiągnął apogeum, moralitety największą popularność zdobyły w Niemczech, Holandii, Francji i Anglii. Przykładami moralitetu są angielska Ludzkość (Mankind) z 1470 r., holenderski Każdy (Elckerlyc) z 1495 i jego angielska wersja Everyman z 1509.

#### Komedia elegijna
W XII wieku powstał nowy gatunek – komedia elegijna pisana dystychem elegijnym (klasycznym metrum łacińskim). Tworzono ją głównie w środkowej Francji, nieliczne dzieła pochodziły z okresu późniejszego z Italii. Jako twórcę tego gatunku wskazuje się Witalisa z Blois, który tworzył w latach 1150–1160, prawdopodobnie czerpiąc z dzieł Plauta. Zasadniczym tematem utworów były wątki przygodowo-miłosne, realizowane w konwencji komicznej albo sentymentalnej. W utworach tych występowały zarówno dialogi, jak i narracja, stąd też wątpliwości co do scenicznego przeznaczenia dzieł.

#### Widowiska świeckie
Z czasem zaczęły też powstawać inscenizacje niezwiązane z nurtem religijnym. W tych z kolei dominowała funkcja usługowa teatru – spektakle dostarczały widzom po prostu rozrywki. Były to inscenizacje przygotowywane przez grupy wędrownych aktorów, nazywanych histrionami (łac. histrio – ‘aktor’) lub jokulatorami (łac. ioculator – ‘wesołek’). Działalność tych twórców spotykała się jednak z surową krytyką i wręcz potępieniem duchowieństwa, które określało ich mianem wędrownych błaznów i włóczęgów oraz posądzało o związki z siłami nieczystymi. Względną przychylnością Kościoła mogli się cieszyć jedynie ci artyści, którzy wychwalali dokonania władców i żywoty świętych.

### Szekspir i teatr elżbietański
William Szekspir tworzył w drugiej połowie XVI wieku w Anglii. W swoich utworach podejmował tematy dotyczące człowieka – jego emocje, wielkie namiętności, uniwersalne postawy. Jego dokonania w rozwoju form teatralnych oraz ich realizacji na scenie, znacznie wyprzedził swoją epokę, dlatego często uznaje się go za twórcę nowożytnego teatru.
Szekspir dokonał złamania klasycznej reguły trzech jedności – prezentował wielowątkowe akcje, nie zważał na jedność czasu, zmieniał miejsce akcji przedstawienia. Postacie, które prezentował, były dynamiczne: rozwijały się pod różnym względem (np. zmieniały się motywy ich działania). Na scenie pojawiało się odtąd więcej niż trzech aktorów. Odgrywano też m.in. sceny batalistyczne, w których realizacji brało udział kilkunastu lub więcej odtwórców. W dramatach szekspirowskich trudno dopatrzyć się zasady decorum (odpowiedniości) – humor pojawia się zarówno w komediach, jak i w tragediach.

### Oświecenie

#### Teatr francuski i włoski

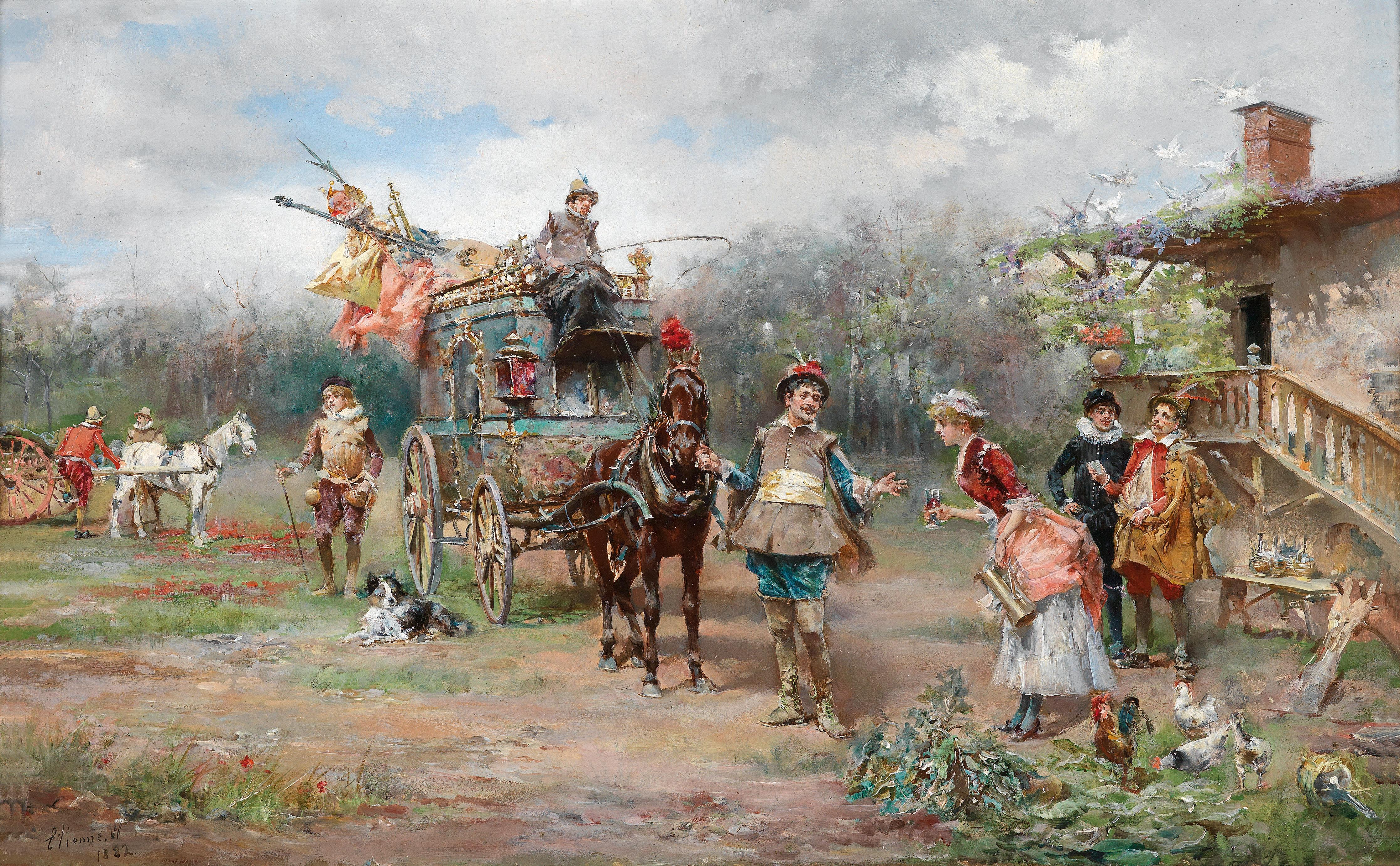
Popas francuskiej wędrownej trupy teatralnej

W okresie tym w Europie dominował teatr francuski, który posługiwał się głównie klasycystyczną komedią „charakterów”. Teatr włoski ze swoją komedią dell’arte spowszedniał i stawał się coraz mniej doceniany. Sytuację tę próbował zmienić włoski pisarz Carlo Goldoni w latach 40. XVIII wieku. Zrezygnował z improwizacji na rzecz starannie dopracowanego tekstu dramatu oraz z masek dla aktorów. W roku 1748 wystawiona została jego sztuka Sprytna wdówka, która cieszyła się ogromnym powodzeniem. Tak zaczęła się reforma włoskiego teatru. Utwory Goldoniego wystawiano również w Polsce.

#### Opera
Od początku XVII wieku dużą rolę odgrywała opera. W II połowie XVIII stulecia, ze względu na swój schematyzm i karykaturalną formę wymagała ona jednak stosownych zmian. Skutecznym reformatorem okazał się poeta włoski Pietro Metastasio, który działał w Wiedniu. Kładł nacisk na synchronizację dramaturgii dzieła z jego elementami muzycznymi i klarowność przekazu scenicznego. Zrezygnował z zasady trzech jedności i posługiwał się sprawdzonymi schematami fabuły.
Muzykę do oper Metastasia pisało wielu kompozytorów, m.in. Johann Adolf Hasse, nadworny kompozytor teatru w Dreźnie i Warszawie, gdzie jego dzieła również były wystawiane. Było to związane z faktem, że w I połowie XVIII wieku elektorowie sascy byli jednocześnie królami Polski.

#### Dojrzałe oświecenie (1765-87)
W Polsce w 1765 roku powstał w Warszawie pierwszy stały publiczny teatr, który wkrótce stał się sceną narodową (zob. Teatr Narodowy). Przez wiele lat dyrektorem tej instytucji był Wojciech Bogusławski. W teatrze tym wystawiano utwory m.in. Franciszka Bohomolca, Juliana Ursyna Niemcewicza oraz Franciszka Zabłockiego.

### Teatr w XIX wieku

#### Meiningeńczycy (1860-1908)
Mianem Meiningeńczyków określa się nadworny zespół teatralny Jerzego II, władcy księstwa Sachsen–Meiningen w Turyngii. Grupa została utworzona w 1860 roku, kierowana była najpierw przez barona von Steina, którego miejsce zajął w 1866 roku F. von Bodenstedt. Od 1873 roku realizatorem koncepcji Jerzego II był Ludwig Chronegk, uważany za pierwszego w dziejach teatru reżysera we współczesnym znaczeniu tego słowa. Za współtwórczynię sukcesu Meiningeńczyków uznaje się też aktorkę Ellen Franz. Po ślubie z księciem otrzymała ona tytuł baronowej i nie mogła więcej występować publicznie, wciąż jednak pracowała aktywnie jako dramaturg i literacki doradca zespołu.
Książę, wielki koneser i mecenas sztuki teatralnej, zaprowadził w teatrze wiele innowacji. Zamiast modnych wówczas oper repertuar opierał się o klasykę niemiecką, francuską i angielską. Zrezygnowano z dowolności inscenizacyjnej na rzecz wierności historycznej wobec przedstawianych epok, starano się o maksymalny autentyzm szczegółów dekoracji, kostiumów i gry aktorskiej. Dążąc do pełnej syntezy słowa i obrazu, odrzucano gwiazdorstwo na rzecz gry zespołowej, a cały zespół stawał się współodpowiedzialny za powstające dzieło.
Meningeńczycy wywarli wpływ na teatr europejski podróżując w latach 1874–1890 ze swoimi spektaklami po całym kontynencie, odwiedzając również Warszawę w roku 1885.

### Wielka Reforma Teatru
Wielka Reforma Teatru to całokształt przemian w teatrze europejskim na przełomie XIX i XX wieku postulujących uznanie teatru za sztukę samodzielną i przyznających reżyserowi rolę twórcy teatru – inscenizatora. Narodziła się pod wpływem oraz w opozycji do zjawisk i wydarzeń ją poprzedzających. Nawoływano do reteatralizacji teatru, zerwania z deklamacją literatury, nawiązaniu kontaktów ze współczesnością, z problematyką, z którą miała do czynienia widownia.
Początki Wielkiej Reformy można zauważyć już w latach 70 XIX wieku. Jej aktywność zrodziła się z opozycji wobec panującego w II połowie XIX w. realizmu i naturalizmu.
Literackim impulsem zmian w teatrze były dramaty Henrika Ibsena, Augusta Strindberga, Maurice Maeterlincka czy Gerharta Hauptmanna. Powstanie tzw. wolnych scen pozwoliło na bardziej zdecydowane eksperymenty. Wkrótce okazało się, że symbolika i metafizyka są w stanie zdominować realistyczną materię sztuki, co więcej – mogą ją wzbogacać impresjonistyczną nastrojowością i wnikliwym psychologizmem. Teatr zaczął opowiadać o trudach istnienia, dotykać ludzkich tragedii i tym samym kształtował od nowa wrażliwość widza.
Przedstawicielami reformy teatru w zakresie sformułowań teoretycznych i w działalności artystycznej byli m.in.: Edward Craig, Adolphe Appia, Władimir Niemirowicz-Danczenko, Konstantin Stanisławski, Bertolt Brecht, a w Polsce Stanisław Wyspiański, Tadeusz Miciński.

#### Teoretycy Reformy
Edward Gordon Craig (1872–1966), Anglik, „ojciec” reformy w teatrze. Choć nie prowadził własnej sceny, jako scenograf i reżyser, a zwłaszcza jako teoretyk, dał początek właściwej Reformie, tworząc i formułując zasadę autonomii teatru. Według tej zasady przedstawienie stanowi samoistne dzieło sztuki odrębnej od sztuk innych. Jest w tym ujęciu Craiga odbicie ogólnej tendencji do wyzwolenia sztuk od wzajemnej współzależności, do tworzenia każdej sztuki w stanie „czystym”, pozbawionym „zanieczyszczeń” postronnych. Craig chciał „oczyścić” teatr, występując przeciw rozpanoszeniu się w nim czy to literatury, czy plastyki, czy muzyki. Zwalczał przerosty teatru literackiego i zapowiadał zmierzch dramaturgii literackiej, która miała stać się – jego zdaniem – zbędna w niezależnym teatrze przyszłości.
Craig krytykował teatr tradycyjny, któremu odmawiał miana sztuki. Potępiał nie tylko naturalizm, ale nawet zwykłą naturalność w mowie, geście i ruchu, a postulował zastąpienie ich wartościami innymi, niewziętymi z życia, lecz specjalnie ukształtowanymi, służącymi całości koncepcji inscenizacyjnej przedstawienia. Za wartości pierwsze teatru uważał gest, ruch i taniec.
W swojej analizie samoistnej sztuki teatralnej Craig nie tylko wymienia służące jej i podległe sztuki poszczególne, ale wyodrębnia także ich wartości istotne dla teatru: „sztuka teatru nie jest ani grą aktorów, ani dramatem, ani inscenizacją, ani tańcem. Powstaje z czynników, które się na nią składają: z gestu, który jest duszą gry, ze słów, które są ciałem dramatu, i z barw, które są istotą samej dekoracji, z rytmu, który jest esencją tańca”.
Występował przeciw scenografii – jako dziełu czysto malarskiemu, przeciwko scenie traktowanej perspektywicznie (włoska scena pudełkowa) wraz z jej ramą i rampą sceniczną. Traktował scenę jako miejsce akcji teatralnej, zorganizowane w trzech rzeczywistych wymiarach i w trybie architektonicznym; żądał dalej w scenografii linii monumentalnych, gry światła, kształtu i kilku tylko barw („the simple theatre”), nadto związania wyglądu sceny z rolą aktora i jego ekspresją („the living thater”).
W odniesieniu do twórcy dominujących nad odtwórcami używał pojęcia nadmarionetki. Uważał, że tak naprawdę jedynym artystą w teatrze jest reżyser. Z kolei marionetką był aktor – odtwórca narzuconej roli, narzędzie w rękach twórcy.
Adolphe Appia (1862–1928), Szwajcar, obok Craiga – drugi znaczący reformator teatru. Zajmował się inscenizacjami oper Wagnera, usiłując przelać nastroje muzyczne i treściowe w obrazowość sceny. Tworzył realizacje sceniczne antymalarskie, których głównym walorem były zestawy brył geometrycznych, przydatne do wywoływania gry światła i cienia, związanej z poetyckością tekstu i muzycznością. Tak zrytmizowana przestrzeń sceniczna była w pojęciu Appii dziełem „sztuki żywej”. Dominanta światła i cienia pozwoliła z czasem tworzyć obraz sceniczny – częściowo lub w całości – tylko stopniowaniem nasilenia światła, zmianami jego kierunku, barwy. Był zwolennikiem autonomii teatru i teatru jako wspólnoty twórców i widzów.

#### Théâtre Libre
Francuski aktor i reżyser, André Antoine, tworząc Théâtre Libre inspirował się między innymi dokonaniami Meningeńczyków. Na inaugurację działalności wybrał utwór Zoli, wystawiano też sztuki m.in. Ibsena, Hauptmanna, Strindberga. Na scenie prezentował nowy, naturalistyczny styl gry: długie chwile milczenia, odwracanie się plecami do widowni, powściągliwość i prawdę w wyrażeniu emocji. Wiernie oddane środowisko, operowanie czwartą ścianą (świadome niezauważanie publiczności) składały się na specyfikę naturalistycznej sceny. Wkrótce jego spektakle, choć dla wielu kontrowersyjne, zaczęły cieszyć się coraz większą popularnością. Chętnych do obejrzenia długich, często czterogodzinnych przedstawień było więcej niż miejsc.
Antoine uznawał, że najważniejsza jest literatura, kładł więc nacisk na zgodność przedstawianej fabuły z pierwowzorem literackim. Dokonał wiele w dziedzinie konstruowania scen zbiorowych, indywidualizując występujące w nich postacie, a także przyczynił się do postępu w scenografii, przywiązując dużą wagę do realizmu dekoracji. Dokładnie opracowywał też ruch sceniczny (nacisk na naturalność).

#### MChAT
Dokonania Antoine’a, a także przedstawienia Meiningeńczyków, goszczących w stolicy Rosji, wywarły duży wpływ na Konstantego Stanisławskiego, który wraz z pisarzem Włodzimierzem Niemirowiczem-Danczenką założył w roku 1897 Moskiewski Akademicki Teatr Artystyczny, znany jako MChAT.
MChAT reprezentował kierunek naturalistyczny, wyznaczony głównie sztukami i osobowością Antona Czechowa. Cechą charakterystyczną MChATu było staranne planowanie i dopracowanie wszystkich szczegółów związanych z wystawieniem każdego dramatu. Dokładnie badano realia epoki i środowiska przedstawiane w tekście, prowadzono antykwaryczne poszukiwania rekwizytów potrzebnych w sztuce, zwiedzano miasta i miejsca wydarzeń. Przede wszystkim jednak poświęcono się oddaniu prawdy psychologicznej, utożsamieniu aktora z odgrywaną postacią.
Władimir Niemirowicz-Danczenko (1858–1943), rosyjski reżyser, reformator teatru. W 1898 założył wraz ze Stanisławskim Teatr Artystyczny w Moskwie, przy którym w 1919 otworzył Studio Muzyczne. Wprowadził do teatralnego repertuaru Gorkiego, Czechowa, adaptacji prozy Dostojewskiego, Tołstoja. Zajmował się także reżyserią operową oraz pracą pedagogiczną.
Konstantin Stanisławski (1863–1938), aktor rosyjski, reżyser, teoretyk i wybitny reformator teatru. W MChAT był reżyserem i aktorem. Twórca metody pracy aktora nad rolą, polegającej na budowaniu prawdy psychologicznej, poprzez „odpominanie” drobnych przeżyć, obserwowanie zdarzeń i wykorzystywanie tego materiału w procesie kształtowania postaci.

### Teatr po I wojnie światowej
Po traumie wojny światowej artyści podejmowali tematy społeczne, często angażując się w teatr propagandowy. Inni, chcąc uciec od minionych przeżyć, zagłębiali się w życie wewnętrzne człowieka. W krajach Zachodu zmalało znaczenie reżysera w procesie powstawania spektaklu (do nielicznych wyjątków można zaliczyć np.: działalność Artauda). Nieco inaczej sytuacja wyglądała w komunistycznej Rosji. Tam działalność reżyserska pozwalała na grę z cenzurą (wizję sceniczną znacznie trudniej było ocenzurować niż tekst dramatu).
Rozwijały się także nowe nurty. Te, które powstały na początku drugiej dekady XX wieku (ekspresjonizm, surrealizm, futuryzm), miały możliwość pełnego rozwoju dopiero po zakończeniu działań wojennych w Europie. Już w latach 20. wiadomo było, że sztuce teatralnej wyrasta groźna konkurencja w postaci filmu. Aby obronić swoją pozycję w nowatorskich realizacjach teatralnych, starano widzowi uświadomić, że w teatrze otrzymuje on nie gotowy produkt (jak w kinie), lecz na scenie na oczach publiczności zachodzi pewien proces. W tym celu stosowano improwizację, szukano sposobów na wciągnięcie widza w akcję.

#### Teatr w Niemczech

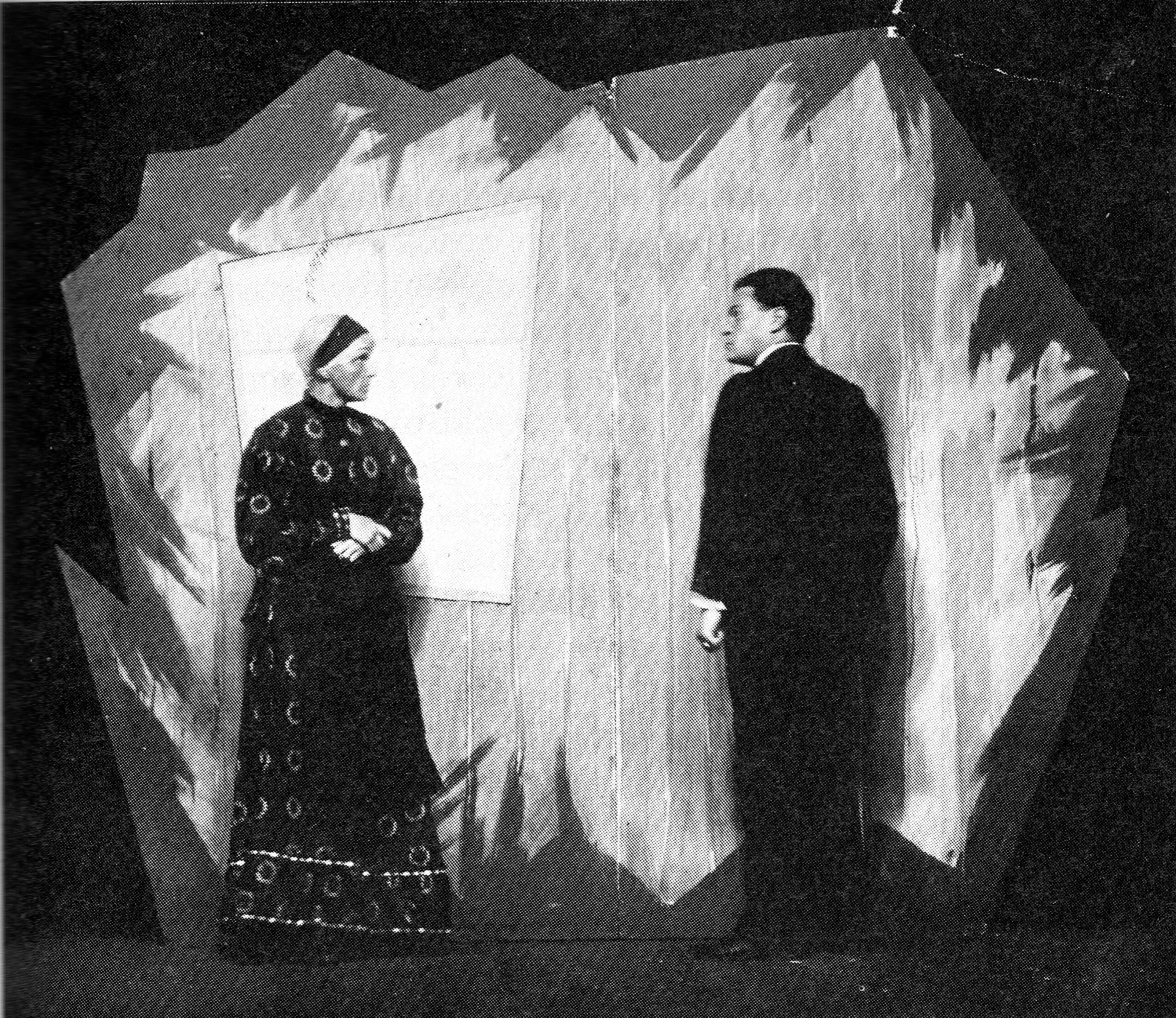
Scena ze sztuki Przemiana Ernsta Tollera (1919)

##### Ekspresjonizm
W Niemczech wraz z końcem wojny, upadkiem monarchii i zniesieniem cenzury popularność zdobył ekspresjonizm, charakteryzujący się antyrealizmem inscenizacji i silnym zaangażowaniem ideologicznym (głównie lewicowym). Jego źródeł upatruje się jeszcze w sztukach Strindberga i Wedekinda. O sceniczną realizację nowej sztuki zadbali tacy reżyserzy jak Max Reinhardt i Leopold Jessner, tekstów dramatycznych dostarczali im m.in. Walter Hasenclever (autor poetyckich montaży) czy Ernst Toller. Temu ostatniemu sławę zapewniła pacyfistyczna i rewolucyjna sztuka Die Wandlung (Przemiana, 1919). Opowiada ona o duchowej transformacji bohatera, wędrującego po okopach wojny światowej. Losy bohatera wzorowane są na historii samego autora, który był jednym z przywódców komunistycznej Bawarskiej Republiki Rad.

##### Futuryzm
Futuryzm znalazł swoją siedzibę także w niemieckim Bauhausie. Rozwijano tam technikę aktorską, polegającą na mechanicznym zrytmizowaniu ruchów. W tym celu stosowano tyczki, usztywniające ramiona i geometryczne kostiumy. Ciało aktora stawało się jedną z obecnych na scenie abstrakcyjnych figur. Sztuki pozbawione były akcji, skupiały się na badaniu form przestrzennych kreowanych przez aktorów i reakcji na nie widzów (np.: Das triadische Ballet, Balet triad Schlemmera z 1923 roku). Teatr futurystów praktycznie eliminował lub minimalizował postać dramaturga na rzecz budującego spektakl reżysera. Eksperymenty te nie spotkały się jednak z szerszym oddźwiękiem w środowisku teatralnym.

##### Erwin Piscator
W połowie lat 20. popularność zyskały zaangażowane politycznie na rzecz ruchu komunistycznego czerwone rewie, tworzone przez Erwina Piscatora. Niemiecki reżyser stawiał na teatr wykorzystujący najnowsze osiągnięcia techniki. Nigdy nie udało się zrealizować marzenia reżysera o teatrze totalnym, w którym maszyneria współpracowałaby z aktorem, otaczając widza bodźcami ze wszystkich stron i angażując go w ten sposób w rozgrywany wokół niego spektakl. Teatr Piscatora miał być propagandowy i masowy, miał odpowiadać aktualnym wydarzeniom (Zeittheater). Niszczył granicę między rzeczywistością a spektaklem, wplatając w tworzony przekaz fragmenty kronik filmowych i dokumentów (teatr faktu). Jego koncepcja teatru zbliżona była do wizji Maxa Reinhardta i Wsiewołoda Meyerholda.

##### Teatr epicki Brechta
Bertolt Brecht (1898–1956), niemiecki pisarz. Reżyser i autor dramatów wystawianych w teatrze awangardowym Deutsches Theater (1924–1926). Propagował zbliżony do anarchizmu bunt przeciwko ideologii mieszczańskiej i militaryzmowi. Koncepcję teatru epickiego sformułował w książce Mały organon dla teatru (1949, wydanie polskie – 1955), opowiadając się przeciwko iluzjonizmowi, co miało ułatwić stworzenie intelektualnego dystansu (tzw. efekt obcości) nakłaniającego widza do ideowej refleksji.
Pod panowaniem Adolfa Hitlera sztuka teatralna w Niemczech uległa regresowi.

#### Teatr w Rosji

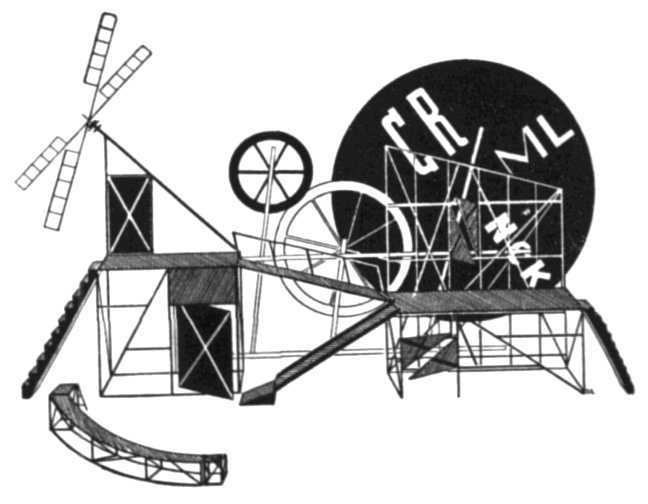
Konstrukcja sceniczna, zbudowana na potrzeby wystawienia sztuki Le cocu magnifique Fernanda Crommelyncka w reżyserii Meyerholda (1922)

##### Wsiewołod Meyerhold
W Rosji bolszewickiej teatr rozwijał się bardzo żywiołowo. Zyskał wsparcie władzy i stał się jej tubą propagandową. Wsiewołod Meyerhold, uczeń Stanisławskiego domagał się „teatralnego Października”, teatru agitacyjno-propagandowego skierowanego do publiczności proletariackiej. Był radykalnym przeciwnikiem realizmu i naturalizmu. Wykorzystywał techniki cyrkowe, czerpał inspirację z farsowych chwytów komedii dell’arte. Stosował nowatorskie techniki treningu aktorskiego, zwane przez niego biomechaniką, które kładły nacisk na doskonałe przygotowanie fizyczne aktora, stanowiącego jedynie element gry zespołowej (kolektywnej). Działania teatralne nie mieściły się na tradycyjnie pojętej scenie, ale obejmowały całą salę wraz z widownią. Scenografia nawiązywała do dzieł abstrakcjonistów i konstruktywistów, warstwę muzyczną budowała nowoczesna muzyka jazzowa, a także odgłosy nowoczesnej cywilizacji (np.: ryk silników). Wywarł silny wpływ na rozwój teatru w drugiej połowie XX wieku, przyczynił się do ukształtowania postaw twórczych Drugiej Reformy Teatru, m.in. Jerzego Grotowskiego.

##### Proletkult
Równolegle z Meyerholdem w sowieckiej Rosji działalność teatralną organizował Proletkult. Pierwsze spektakle zadziwiały monumentalnością inscenizacji (np.: Szturm na Pałac Zimowy), z czasem jednak ideolodzy komunizmu postawili na aktualną działalność agitacyjną przy minimalnym wkładzie inscenizatorskim: odtwarzano procesy wrogów politycznych, wygłaszano tzw. „mówione gazety”.

#### Teatr we Włoszech

##### Futuryzm
We Włoszech awangardę teatralną tworzyli futuryści. Futurystyczny „teatr syntetyczny” epatował szokującymi obrazami, składał się z krótkich dynamicznych skeczy, odgrywanych na sposób mechaniczny, wymagał od widza i aktora czynnego fizycznego udziału w celu osiągnięcia „syntezy”, zachęcał do dyskusji, które niekiedy przeradzały się nawet w bójki. Scenografię dla futurystycznych przedstawień projektował m.in. Enrico Prampolini, twórca koncepcji „teatru mechanicznego”.

##### Luigi Pirandello
We Włoszech konceptualne eksperymenty prowadził Luigi Pirandello. Karierę zaczynał pisząc jednoaktówki dla teatro grottesco, aby z czasem rozwinąć oryginalną teorie koncepcję masek. Pirandello twierdził, że człowiek nie jest spójną całością, lecz składa się nań wiele twarzy (masek), które nosi i których sam nie zawsze jest świadomy. W tej maskaradzie nie sposób odkryć obiektywną prawdę. Dramat Sześć postaci w poszukiwaniu autora (1921) pokazuje rodzinę fikcyjnych bohaterów, którzy pojawiają się z wizytą u dyrektora teatru (który właśnie przeprowadza próbę innego spektaklu), z żądaniem stworzenia sztuki na ich temat. Jednak ich wyobrażenie o własnym życiu mija się z tym, co mógłby pokazać dyrektor. Pierwsze wystawienie sztuki wywołało skandal, gdyż widzowie jeszcze przed rozpoczęciem spektaklu poczuli się oszukani, widząc zamiast zaprojektowanych dekoracji, pustą scenę przygotowaną do próby. Od 1925 roku Pirandello podróżował po Europie ze sztuką w swojej reżyserii, zrealizowaną we włoskim Teatro d’Arte, spotykając się z uznaniem krytyki.

#### Teatr we Francji

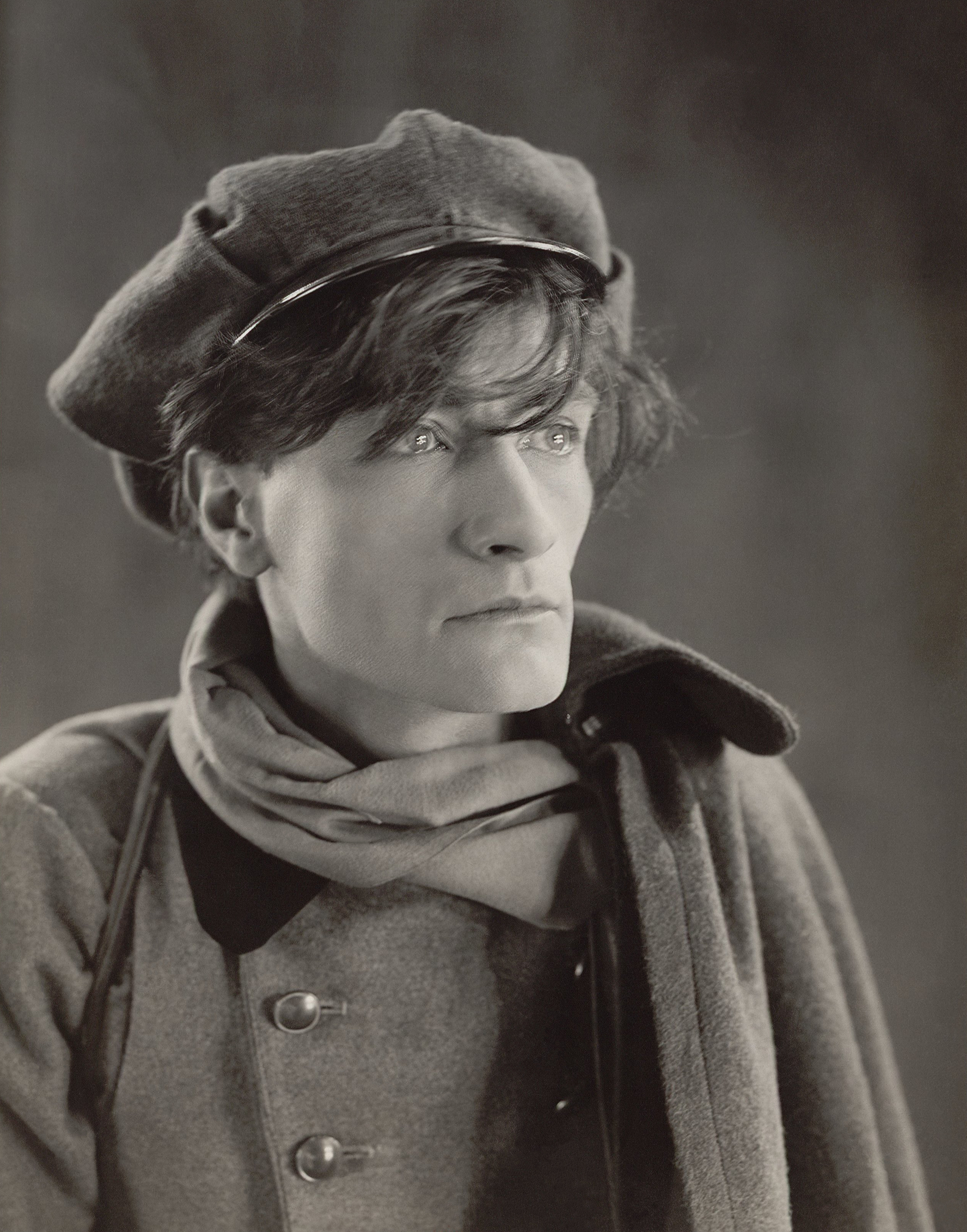
Antonin Artaud (1926)

##### Surrealizm
We Francji rozwijał się surrealizm, który wyrósł na eksperymentach artystycznych dadaistów. Teatr nie był naturalnym terenem działań dla surrealistów ze względu na swoją specyfikę. Okazywał się zbyt konkretny i za mało elastyczny do realizacji surrealistycznych form na granicy snu i jawy. Za prekursorski surrealiści uznawali spektakl Alfreda Jarry’ego Ubu król z 1896 roku. Spektakle dadaistów często kończyły się skandalem, bywało, że i bijatyką, np.: Le Cœur à gaz (Serce na gaz) Tristana Tzary w 1923 w Théâtre Michel. Teatr surrealistyczny rezygnował z ram czasowych fabuły, stosował montaż równoległy, charakteryzował się gwałtowną, pełną podtekstów estetyką. Do pisarzy tworzących dramaty surrealistyczne należy zaliczyć Rogera Vitraca (Poison, Trucizna, 1920), Jeana Cocteau (Antygona, 1922; Orfeusz, 1926; La machine infernale, Maszyna piekielna, 1934) czy Belga Fernanda Crommelyncka (Le cocu magnifique, Rogacz wspaniały, 1921). Wiele spektakli wykorzystywało pomysły surrealistów, przeplatając je z innymi konwencjami.

##### Antonin Artaud i teatr okrucieństwa
Antonin Artaud stworzył koncepcję teatru okrucieństwa, która była wyrazem buntu wobec fałszu cywilizacji Zachodu. Widz w teatrze Artauda był atakowany seriami silnych i drastycznych bodźców, które miały poruszyć go emocjonalnie i przywrócić mu zdolność refleksji i odczuwania metafizycznego. Podobną koncepcję, znaną jako teoria czystej formy, rozwijał w Polsce Witkacy.

#### Teatr w Anglii
Teatr angielski po wojnie stronił od eksperymentów. Najważniejszym dramaturgiem tych czasów był George Bernard Shaw, który doczekał się festiwalu teatralnego pod swoim patronatem: od 1929 roku na Malvern Drama Festival wystawiano przede wszystkim sztuki Shawa i jego naśladowców. Popularnością cieszyli się także William Somerset Maugham oraz Seán O’Casey. Nieco bardziej szokującą, choć równie tradycyjną, odmianę teatru tworzył Noël Coward. Jego dziełem, które na stałe zapisało się w kodzie kulturowym Brytyjczyków, był monumentalny spektakl Cavalcade (Kawalkada, 1931), obrazujący losy narodu brytyjskiego w pierwszych dekadach XX wieku. Prężnie rozwijała się także lokalna odmiana teatru repertuarowego. Ośrodkiem teatru awangardowego (głównie ekspresjonistycznego) był londyński Gate Theatre Studio.

#### Sztuka popularna

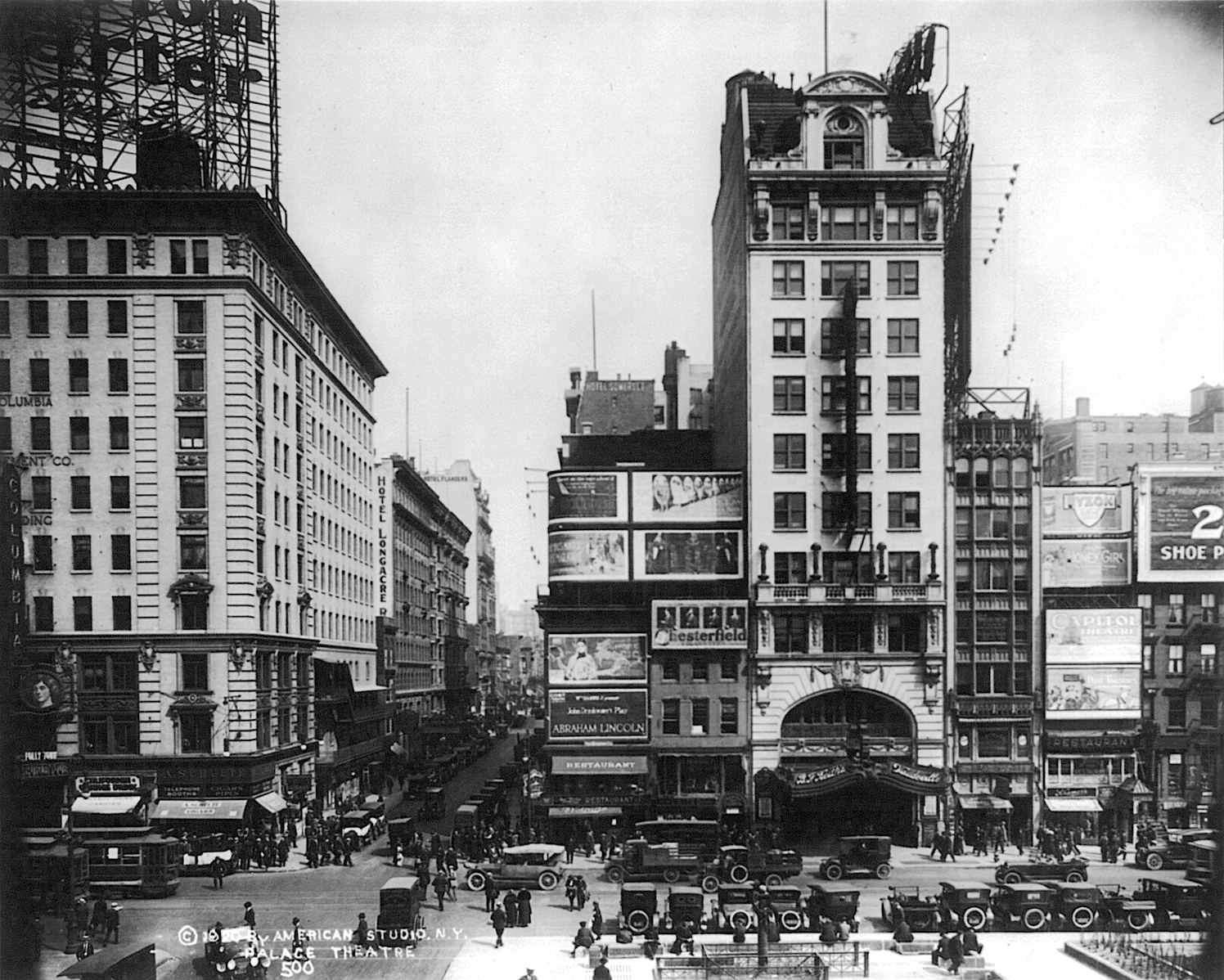
Broadway (1920)

W dwudziestoleciu międzywojennym dominowała w teatrach świata sztuka popularna, nieszukająca nowatorskich rozwiązań, kontynuująca osiągnięcia teatru realistycznego. Na scenach Europy i Ameryki stale gościły dzieła klasyków (głównie Szekspira). Rozwijały się też nurty, powstałe w minionych dekadach. W Hiszpanii dyrekcję Teatro Español objął konserwatywnie nastawiony Jacinto Benavente. W Wielkiej Brytanii nieprzerwaną popularnością cieszyli się dramaturdzy George Bernard Shaw i William Somerset Maugham. Naturalizm zyskał popularność w Nowym Jorku za sprawą Theatre Guild, przekształconego później w Group Theatre. Sztukę naturalistyczną z domieszką ekspresjonizmu serwowali swoim widzom także Elmer Rice i Eugene O’Neill.
Teatr pełnił nadal funkcję rozrywkową. W Stanach Zjednoczonych w latach 20. ukształtowała się forma musicalu (liczne teatry tego typu znalazły swoją siedzibę w Nowym Jorku na Broadwayu). Rozwijał się nadal teatr rewiowy (np.: Ziegfield Follies, istniejący od 1907 do 1931 roku). We Francji aż do lat 60. niegasnącą popularnością cieszyły się sztuki bulwarowe.

#### Teatr amatorski
Dynamicznie, zwłaszcza w Stanach Zjednoczonych i Wielkiej Brytanii, działał teatr amatorski. Jeszcze przed 1920 rokiem Geoffrey Whitworth powołał British Drama League (Brytyjskie Stowarzyszenie Dramatyczne), wspierające działalność scen amatorskich. Nieprofesjonalne teatry powstawały we wszystkich krajach Europy, w Rosji rozwijały się sceny robotnicze. Z czasem wykształcił się status „zawodowych amatorów” – twórców teatru bez kierunkowego wykształcenia, którzy jednak osiągnęli rozgłos i wysoki poziom artystyczny. To środowisko stanie się w drugiej połowie stulecia ważnym elementem, kształtującym współczesny teatr.